# SimpleLinux
SimpleLinux è una distribuzione Linux che utilizza la compressione LZMA per comprimere i file di sistema. Il progetto è stato avviato nel 2007 da un gruppo di sviluppatori malesi. SimpleLinux è una distribuzione basata su Slackware che viene fornita sia in versione Live CD che in versione persistente che può essere installata in una periferica di supporto. SimpleLinux è un sistema operativo multi-tasking che gestisce la X-Window.
K Desktop Environment è utilizzato come interfaccia utente grafica primaria. La versione corrente di K Desktop Environment utilizzata su simpleLinux è KDE 3.5 (stabile). Come utilizzo esteso, Compiz Fusion è anche integrata nella versione più recente di SimpleLinux.
Per il gestore dei pacchetti simpleLinux utilizza Slackpkg per installare, rimuovere ed aggiornare i pacchetti in rete. Inoltre, simpleLinux fornisce un pacchetto opzionale lzm sul loro repository ufficiale. Tutte le applicazioni fornite nel repository sono compresse con LZMA.